# Puydaniel
Puydaniel (okzitanisch: Puègdanièl) ist eine südfranzösische Gemeinde mit 573 Einwohnern (Stand: 1. Januar 2022) im Département Haute-Garonne in der Region Okzitanien (zuvor Midi-Pyrénées). Die Gemeinde gehört zum Arrondissement Muret und zum Kanton Auterive. Die Einwohner werden Puydaniélains und Puydaniélainnes oder Puydaniélois und Puydaniéloises genannt.

## Lage
Puydaniel liegt etwa 30 Kilometer südlich von Toulouse und etwa 16 Kilometer südöstlich von Muret. Umgeben wird Puydaniel von den Nachbargemeinden Lagrâce-Dieu im Norden und Westen, Auterive im Osten und Nordosten, Mauressac im Süden und Osten sowie Esperce im Süden und Südwesten. An der östlichen Gemeindegrenze verläuft der Fluss Mouillonne.

## Bevölkerungsentwicklung
| Jahr                      | 1962 | 1968 | 1975 | 1982 | 1990 | 1999 | 2006 | 2013 | 2019 |
| Einwohner                 | 180  | 192  | 231  | 273  | 294  | 318  | 369  | 443  | 552  |
| Quelle: Cassini und INSEE |      |      |      |      |      |      |      |      |      |

## Sehenswürdigkeiten

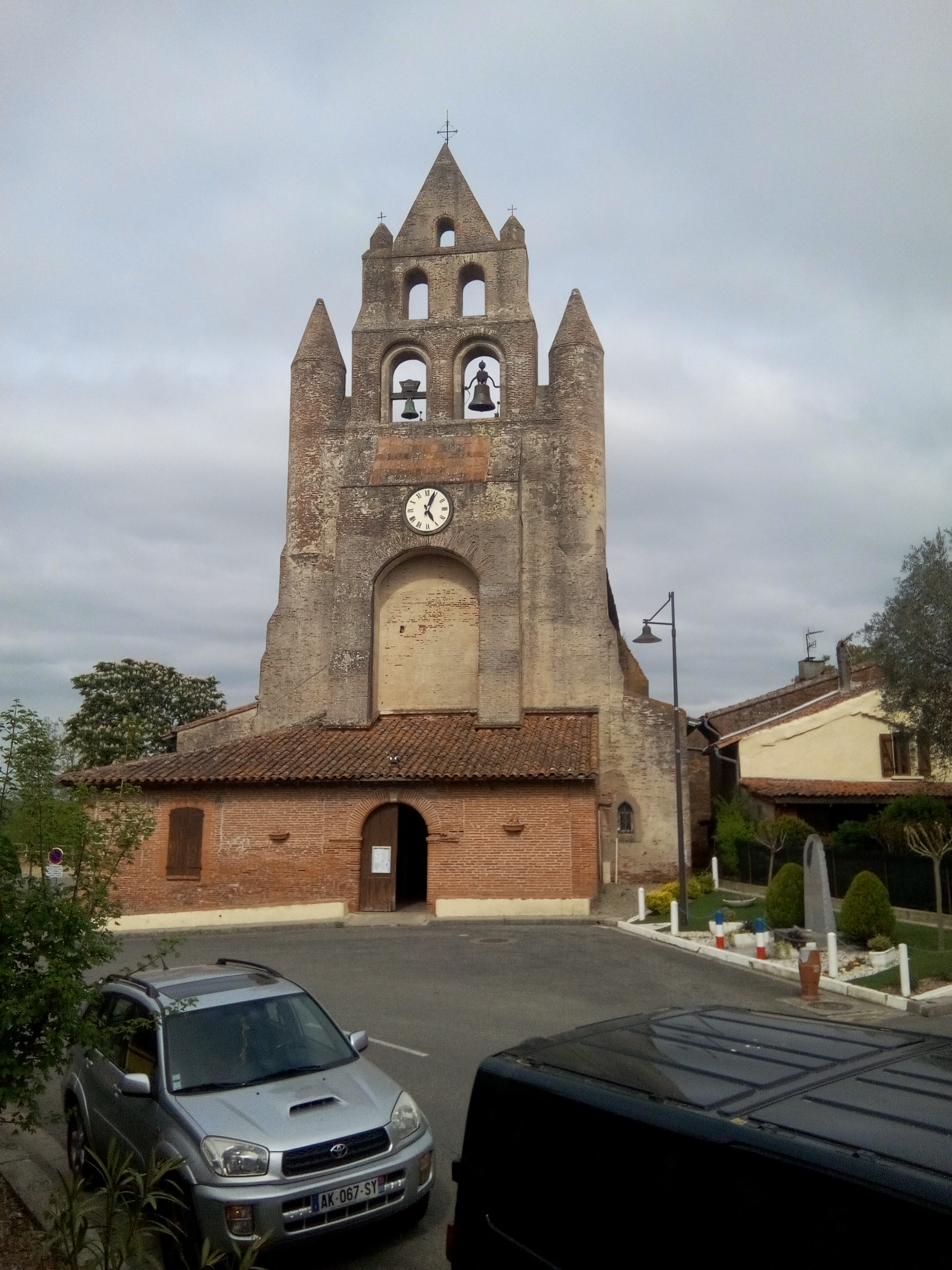
Kirche St-Jean et St-Blaise

- Kirche St-Jean et St-Blaise aus dem 14. Jahrhundert, im 16. Jahrhundert nach den Hugenottenkriegen umgestaltet, Glockenturm zu Beginn des 17. Jahrhunderts neu errichtet, seit 1971 als Monument historique eingeschrieben

Siehe auch: Liste der Monuments historiques in Puydaniel